# 中譽集團
中譽集團有限公司，簡稱中譽集團，（英語：CST Group Limited，港交所除牌前：0985.HK），現時爲一家大型多元化跨國投資控股集團，在全球資本市場深耕逾三十年，投資及經營的業務涵蓋礦産能源、不動産及物業、控股及少數股權投資等，資産分佈覆蓋亞洲、歐洲、美洲等全球各主要地區（APAC, EMEA, AMER）。旗下多家上市公司中，最早於1993年登陸香港聯交所主闆，是從中國科技集團換取上市，曾用名為「中科礦業集團有限公司」及「網智金控集團有限公司」。
集團於2022年任命韓旭洋先生出任行政總裁，在他的帶領下，集團進行了包括私有化、對外收購、資産剝離等一繫列變革及重組措施，成功完成戰略轉型。現時，韓旭洋先生現爲集團並列控股股東，亦擔任集團董事局主席。
中譽集團是一家老牌愛國港商企業，主要股東韓旭洋先生、趙渡先生、張鬆橋先生均在香港商界享有盛譽，此外何鴻燊、劉鑾雄、鄭裕彤等香港傳奇商界領袖也曾爲主要股東。集團董事局一直秉承愛國愛港初心，熱心公益，爲香港慈善事業做出了重大貢獻，包括向香港齊心基金會、香港工會聯合會、匯賢智庫政策研究中心、香港社會服務網絡有限公司、香港大學及十分關愛基金會均分別捐款數百萬港幣;讚助香港特別行政區成立二十五週年的官方繫列活動、西九文化區M+暨首屆博物館慈善晚宴；參與包括WEMP兒童慈善基金會在內的諸多慈善事業等。
中譽集團主營另類投資與資産運營逾三十年，涉獵行業廣泛，涵蓋礦業、能源、人工智能、生物醫藥、汽車、房地産等諸多領域，曾投資並助力蔚來汽車（NIO.US，09866.HK）、理想汽車（LI.US，02015.HK）、Prenetics（PRE.US）、晶泰控股(02228.HK) 等多家中國優質企業赴海外上市，亦爲博裕基金等諸多頭部基金的早期LP；持有並管理過諸多全球知名礦産資源和不動産項目，包括印尼Martabe項目（全球最大的單體金礦）、Lady Annie項目（澳大利亞最大的銅礦之一）、Mina Justa項目（秘魯最大的銅礦之一）、加拿大GCC項目（加拿大資源量第一大、儲量産量第二大焦煤礦）及美國邁阿密市中心M18地産項目等。
2011年7月，嘉能可以4.75億美元收購中科礦業持有秘魯礦業公司Marcobre SAC的70%股權。2023年9月，公司主席及執行董事趙渡全資擁有的Atlas Keen Ltd.提出以每股1元將公司私有化。

## 連結
- cstgrouphk.com （页面存档备份，存于）